# Глаза криминального мира (фильм, 1942)
«Глаза криминального мира» (англ. Eyes of the Underworld) — фильм нуар режиссёра Роя Уильяма Нила, который вышел на экраны в 1942 году.
Фильм рассказывает о честном шефе полиции вымышленного американского города Ричарде Брайане (Ричард Дикс), который в годы военного дефицита промышленных товаров вступает в борьбу с бандой торговцев крадеными автомобилями и автопокрышками. Однако преступникам удаётся выяснить, что Ричард когда-то был осуждён, после чего его отстраняют от должности. Несмотря на это, с помощью преданных коллег и знакомых Ричард продолжает борьбу и в итоге добивается разгрома банды.
Критика охарактеризовала картину как стандартный фильм про копов и грабителей, отметив с лучшей стороны лишь некоторые актёрские работы.

## Сюжет
С началом Второй мировой войны американское правительство резко сократило закупки стали и резины для гражданских целей, после чего на внутреннем рынке возник дефицит автомобильных шин, что в свою очередь привело к резкому росту числа автомобильных краж. В городе Лондейл шеф полиции Ричард Брайан (Ричард Дикс) и его заместитель Джо Кирби (Джозеф Крехан) обсуждают причины 30-процентного роста автомобильных угонов в городе, отмечая, что несмотря на принимаемые оперативные меры, острота проблемы не снижается. Как полагает Ричард, речь идёт о деятельности организованной преступной банды, после чего заявляет, что лично займётся этим вопросом, если Кирби не добьётся результатов в ближайшее время. Вскоре Кирби прибывает в офис к председателю городского совета Джею Си Томасу (Ллойд Корриган), который одновременно является владельцем крупнейшего городского магазина по продаже автомобилей. В этот момент Томас как раз встречается со специальным следователем Автомобильного бюро штата Эдвардом Джейсоном (Дон Портер), который направлен расследовать серию автокраж в Лондейле. Джейсон полагает, что за кражами в городе стоит шеф полиции Ричард Брайан. После этой встречи Кирби приезжает к главарю местной банды автоугонщиков Лэнсу Мерлину (Эдвард Поли), рассказывая о Джейсоне, которого Томас в качестве прикрытия оформил менеджером по продажам в своём магазине. Ричард возвращается домой. Его жена умерла, и он в одиночку воспитывает несовершеннолетнего сына Микки (Билли Ли). В домашних делах ему помогает шофёр и преданный помощник Бенни (Лон Чейни-младший), а также его секретарша, молодая привлекательная Бетти Стендинг (Венди Барри), которая явно симпатизирует своему шефу и очень близка с Микки. Оставшись с Бетти наедине, Ричард говорит, что прекрасно к ней относится, однако вряд ли они смогут создать семью из-за большой разницы в возрасте. Ричард советует секретарше почаще встречаться со своими сверстниками, после чего расстроенная Бетти уходит со словами, что он всё за неё решил.
На следующий день в автомастерской Мерлин обсуждает очередную сделку по продаже партии краденых автомобилей с гангстером Гордоном Финчем (Марк Лоуренс), который находится под подозрением полиции. Когда Финч выезжает из мастерской, полиция под руководством Ричарда предпринимает попытку задержать его, и когда Финч пытается скрыться, он попадает в аварию. Его доставляют в участок и приводят на допрос к Ричарду. По просьбе Финча шеф полиции соглашается поговорить с ним наедине. Финч сообщает, что ранее уже трижды был осуждён, и потому имеет хорошие связи в криминальном мире. От одного из своих информаторов он узнал, что Ричард в своё время сидел в тюрьме. Однако при поступлении на должность шефа полиции Лондейла три года назад Брайан скрыл этот факт от местных властей. Шантажируя шефа полиции разглашением этой информации, Финч требует, чтобы тот завтра же передал ему в камеру оружие, с помощью которого он сам вырвется на свободу. Однако Ричард категорически отказывается от сделки с Финчем. Некоторое время спустя Ричарду звонит Бетти, напоминая ему о встрече. Когда Ричард выходит из дома, два человека хватают его, завязывают глаза и сажают в свою машину. Добравшись до места, Ричарду развязывают глаза, и выясняется, что это розыгрыш. В зале, куда его привезли, собрался весь личный состав полицейского управления города, чтобы чествовать Ричарда в связи с третьей годовщиной его вступления в должность. После многочисленных тёплых слов в свой адрес Ричард поднимается на трибуну, неожиданно для всех объявляя о том, что решил выйти в отставку. Между тем Томас как глава городского совета отказывается принять его отставку. После завершения мероприятия Джейсон вызывается подвезти Бетти и Микки домой, пытаясь расспросить её о деятельности Ричарда, однако она отвечает уклончиво, и в итоге разговор сводится попыткам Джейсона пофлиртовать с Бетти. Шофёр Бенни отвозит Ричарда домой, благодаря его за всё то хорошее, что тот для него сделал. После этого Бенни заявляет, что готов лично разобраться с Финчем, однако Ричард категорически запрещает ему делать это.
На следующий день газеты сообщают, что Финч, убив охранника, сбежал из тюрьмы, после чего гангстер объявлен в розыск по всему штату. Сквозь толпу репортёров Ричард пробивается в свой кабинет, где доверительно рассказывает Бетти, что в своё время работал в банке, где взял из кассы деньги, за что получил три года тюрьмы. Он не хочет, чтобы это обстоятельство всплыло наружу сейчас, когда он занимает публичную должность, и потому решил уйти в отставку. Сочувствующая Бетти целует Ричарда, говоря, что для неё его прошлое не имеет никакого значения. В этот момент Ричарда по телефону приглашают на заседание горсовета, где тот решает официально подать заявление об отставке. На заседании городского совета сначала допрашивают Бенни, требуя подтвердить информацию о том, что Ричард сидел в тюрьме, однако тот молчит. Когда появляется сам Ричард, мэр заявляет о том, что побег Финча — это позор для местной полиции и всего города. После этого окружной прокурор Фред (Майк Раффетто) предъявляет членам совета тюремную карточку Ричарда, подтверждающую, что тот был осуждён. После этого Фред высказывает предположение, что Финч мог шантажировать Ричарда его прошлым, и чтобы избежать огласки, шеф полиции помог организовать его побег. В качестве подтверждения своей версии Фред ставит грампластинку с записью разговора Ричарда с Финчем в его кабинете, которую тайно сделал Кирби. Запись в точности передаёт разговор между шефом полиции и гангстером, однако из неё удалён ключевой момент беседы, когда Ричард категорически отказывается от предложения Финча помочь ему бежать. После этого Ричарда задерживают как пособника преступникам. Считая дело закрытым, мэр говорит Джейсону, что, вероятно, его миссия в городе завершена и он может спокойно уезжать домой. Джейсон, однако отвечает, что главной его задачей остаётся разгром банды. В этот момент в кабинет к Томасу заходит Мерлин, однако, увидев Джейсона, выдаёт себя за клиента магазина, и они быстро уезжают.
На улице Бетти, увидев отъезжающего Томаса, зовёт его, но тот уезжает. Джейсон, подойдя к Бетти, говорит, что Томас уехал в магазин показывать автомобиль клиенту, на что Бетти замечает, что он поехал в компании с Лэнсом Марлином, одним из главных гангстеров города. Джейсон и Бетти отправляются в полицию на осмотр машины, на которой сбежал Финч. Хотя все номера автомобиля перебиты, по нетронутому номеру аккумулятора они устанавливают, что тот был установлен в салоне Томаса. Прибыв в офис автосалона, Джейсон обнаруживает там пару ботинок, грязь на которых совпадает с грязью, найденной в салоне машины Финча. Тем временем Бетти навещает Ричарда в камере, заявляя о своём намерении продолжить его расследование, после чего уверяет его в своей любви и они целуются. Вечером Джейсон и Бетти на автомобиле подъезжают к магазину Томаса, после чего Джейсон незаметно проникает внутрь. Вскоре появляются Мерлин и Томас, и Джейсон видит, как Томас передаёт гангстеру деньги из сейфа. Затем они уезжают, и Джейсон вместе с Бетти незаметно следует за ними. Высадив Томаса у его дома, Мерлин едет дальше, подъезжая к убежищу Финча. Джейсон отправляется вслед за ним, инструктируя Бетти, чтобы она звонила в полицию, если он не выйдет через пять минут. Внутри здания Мерлин передаёт пять тысяч долларов Финчу. Когда Джейсон пробирается в здание, его хватают двое подручных Мерлина. Следом за этим бандиты садятся в машину к Бетти и заставляют её заехать внутрь здания. Мерлин говорит Финчу, что теперь, когда Джейсон находится в их руках, поставка шин будет осуществлена уже завтра. Мерлин сажает Джейсона и Бетти в один из автомобилей, поручая следить за ними одному из своих бандитов.
Тем временем Бенни по своим каналам выходит на Хаба Гэлси (Стив Пендлтон), шофёра Мерлина. Схватив и связав Хаба, Бенни избивает и допрашивает его, выбивая из него адрес, по которому скрывается Финч. Он сообщает об этом Ричарду, который отправляет Бенни к окружному прокурору с тем, чтобы тот помог задержать Финча. Ричард просит шофёра передать прокурору, что сделает полное признание, но только в его офисе, а не в полицейском управлении. Вскоре Кирби поручает указание от Фреда доставить Ричарда на допрос в его офис. Двое бывших подчинённых Ричарда, которым поручено конвоирование, принимают сторону своего бывшего шефа и дают ему возможность бежать, пересев в машину Бенни. Бенни и Ричард добираются до дома, где тот на время прячет Микки. Затем они отправляются в логово Мерлина, где Хаб уже доложил боссу о встрече с Бенни, после чего бандиты собираются бежать. Подъехавшие Ричард и Бенни проникают в задние, однако бандиты замечают их и открывают огонь. Начинается перестрелка, в ходе которой Мерлин ранит Ричарда в грудь, однако того спасает полицейский значок, после чего Бенни хватает и душит Мерлина. Джейсон вырывается из-под охраны и вступает в драку, убивая одного из бандитов. Тем временем Финч стреляет в Бенни, но даже раненый, тот душит гангстера. Ричард однако запрещает убивать его. По указанию Джейсона прибывшие полицейские арестовывают всех бандитов. Тем временем проходи заседание городского совета, на котором Кирби назначают на должность шефа полиции города. В этот момент в кабинет входит Джейсон, который сообщает, что банда ликвидирована благодаря Ричарду, который был ранен во время операции. После этого Джейсон разоблачает перед членами совета преступную деятельность Томаса и Кирби, которые работали на банду. Окружной прокурор подтверждает обвинения Джейсона, требуя ввести в зал Финча. Тот заявляет, что это Кирби передал ему в камеру пистолет. После этих слов Кирби пытается бежать, но его легко ловит Бенни.
Бетти и Микки приезжают в больницу навестить Ричарда, встречая там Джейсона и Бенни, который ранен в руку. Джейсон прощается, так как его дело закончено, и он уже получил новое задание. Когда Бенни говорит Джейсону, что не знает, что ему теперь делать, так как босс уже почти женат, Джейсон предлагает ему работу под своим началом, однако Бенни сомневается. Затем, по ошибке зайдя в родильную палату, Бенни в ужасе выбегает оттуда и устремляется вслед за Джейсоном.

## В ролях
- Ричард Дикс — шеф полиции Ричард Брайан
- Венди Барри — Бетти Стендинг
- Лон Чейни-младший — Бенни
- Ллойд Корриган — Джей Си Томас
- Дон Портер — Эдвард Джейсон
- Билли Ли — Микки Брайан
- Марк Лоуренс — Гордон Финч
- Эдвард Поли — Лэнс Мерлин
- Джозеф Крехан — Кирби, заместитель шефа полиции
- Уэйд Ботелер — сержант Клэнси
- Стив Пендлтон — Хаб Гелси
- Майк Раффетто — окружной прокурор Фред

## Создатели фильма и исполнители главных ролей
Как отмечено на сайте Американского института киноискусства, это был первый американский фильм режиссёра Роя Уильяма Нила после возвращения в США. В 1935 году после завершения фильма «Возвращение Одинокого волка» на студии Columbia Нил ставил фильмы в Англии. После возвращения в Голливуд и до своей смерти в 1946 году Нил поставил десять фильмов о Шёрлоке Холмсе, а также хоррор «Франкенштейн встречает Человека-волка» (1942) и фильм нуар «Чёрный ангел» (1946).
В фильме играет несколько актёров, известных ролями в фильмах ужасов и фильмах нуар. Так, Ричард Дикс, который начинал карьеру ещё в немом кино 1920-х годов, позднее снимался в таких фильмах, как «Корабль-призрак» (1943), а также в серии из семи фильмов нуар из цикла «Свистун» в период с 1944 по 1947 год. Последний фильм этой серии «Тринадцатый час» (1947), стал последней работой Дикса в кино. Актёр умер в том же году в возрасте 56 лет.
Лон Чейни-младший более всего известен по роли Человека-волка в таких фильмах ужасов, как «Человек-волк» (1941), «Франкенштейн встречает Человека-волка» (1943), «Дом Франкенштейна» (1944), а также в хоррор-комедии «Эбботт и Костелло встречают Франкенштейна» (1948).
Марк Лоуренс за свою карьеру сыграл в 17 фильмах нуар, среди них «Джонни Аполлон» (1940), «Оружие для найма» (1942), «Асфальтовые джунгли» (1950) и «Чёрная рука» (1950).

## История создания фильма
По утверждению Американского института киноискусства, «этот фильм не связан с одноимённым фильмом студии Universal 1929 года».
Рабочее название этого фильма — «Судьба» (англ.  Destiny).

## Оценка фильма критикой
После выхода фильма на экраны обозреватель «Нью-Йорк таймс» дал ему невысокую оценку, написав, что «в этой старой игре про копов и грабителей всё разыграно по обычным правилам. Это просто дешёвый серийный товар, причём не очень хорошего качества».
Как отметил современный киновед Леонард Молтин, «название и имя режиссёра обещают больше, чем дают в этом скучном второразрядном фильме, в котором слишком много сантиментов и романтики». Хэл Эриксон написал, что «некоторые неожиданные решения по подбору актёров отличают этот в остальном средний экшн студии Universal». Среди наиболее удачных актёрских работ критик отметил «Ричарда Дикса в роли шефа полиции, нынешний респектабельный образ которого скрывает тот факт, что он когда-то отбывал тюремное наказание». Также Эриксон выделил «обычно обаятельного Ллойда Корригана в роли гладкого как шёлк гангстерского функционера Томаса» и «обычно играющего злодеев Лона Чейни-младшего, который предстаёт здесь в образе приветливого бывшего заключённого и шофёра главного героя».